# Entada louvelii
Entada louvelii là một loài thực vật có hoa trong họ Đậu. Loài này được (R.Vig.) Brenan miêu tả khoa học đầu tiên.